# Meinisberg
Meinisberg, Meinisberg bei Biel (fr. Montménil) – gmina (niem. Einwohnergemeinde) w Szwajcarii, w kantonie Berno, w regionie administracyjnym Seeland, w okręgu Biel/Bienne.  

## Demografia
W Meinisbergu mieszka 1 326 osób. W 2020 roku 11,2% populacji gminy stanowiły osoby urodzone poza Szwajcarią.

## Transport
Przez teren gminy przebiegają autostrada A5 oraz droga główna nr 252.